# Vallpeguera
Vallpeguera (lub Pic de Vallpeguera) – szczyt górski w Pirenejach Wschodnich. Administracyjnie położony jest w Hiszpanii, w prowincji Lleida, około 1 km od granicy z Andorą. Wznosi się na wysokość 2744 m n.p.m.
Na wschód od szczytu usytuowany jest najwyższy szczyt Andory, Pic de Coma Pedrosa (2946 m n.p.m.), na południowy wschód Pic de Sanfonts (2885 m n.p.m.), na zachód Pic de Palomer (2828 m n.p.m.), natomiast na północnym zachodzie położony jest Pic d’Escorbes (2788 m n.p.m.). Na północny wschód od szczytu znajduje się jezioro Estany de Baiau.